# Federazione pallavolistica della Georgia
La Federazione georgiana di pallavolo è un'organizzazione fondata per governare la pratica della pallavolo in Georgia.
Organizza il campionato maschile e femminile, e pone sotto la propria egida la nazionale maschile e femminile.
Ha aderito alla FIVB nel 1991.